# Claire Vernay
Claire Vernay, bürgerlich Elke Seel-Viandon, geborene Seel (* 5. Februar 1943 in Mülheim an der Ruhr), ist eine deutsche Romanschriftstellerin und Witwe des französischen Filmregisseurs Robert Vernay (Robert Georges Viandon).

## Leben und Wirken
Claire Vernay wuchs als Elke Seel im Hause ihres Urgroßvaters in Helbra (Sachsen-Anhalt) auf, wo sie die Polytechnische Oberschule besuchte. Ihr Abitur erhielt sie 1961 an der Martin-Luther-Oberschule in Eisleben. Anschließend nahm sie sich eines Studiums der Romanistik an der Karl-Marx-Universität Leipzig an und war als Übersetzerin und Regieassistentin bei der DEFA tätig. 1964 erfolgte die Heirat mit dem französischen Filmregisseur Robert Vernay und Übersiedlung nach Paris. Neben der Zusammenarbeit mit ihrem Ehemann bei Film und Fernsehen, ging sie bis zur Beendigung ihres Jurastudiums an der Universität Paris II einer Tätigkeit als Dolmetscherin und Übersetzerin nach.
1973 erhielt sie eine Licence en Droit, das Diplom für Vergleichende Rechtswissenschaft (Diplôme de Droit Comparé) und die Zulassung für juristische Übersetzungen Deutsch und Russisch. 1974 erhielt sie die Zulassung als Rechtsanwältin am Cour d’Appel de Paris (D.E.S. droit privé). 1979 erfolgte die Promotion zur Dr. jur. (Doctorat d’Etat). Titel der Dissertation war „La Fiducie en Droit Comparé et en Droit International Privé Français.“ 1988 folgte die Übersiedlung nach Baden-Württemberg, wo sie in Eppingen-Mühlbach lebt und als Geschäftsführerin deutscher und französischer Unternehmen sowie als Beraterin tätig ist.
Seit 1996 ist sie als Schriftstellerin tätig. Ihr Erstwerk erschien 1998 mit dem Titel „Einmal Paris – und zurück“ wie auch ihr Folgewerk „Wunder dauern etwas länger“ 2000 in der heute zum Bebra-Verlag gehörenden edition q des Quintessenz Verlags in Berlin. Drei weitere Romane erschienen ab 2010 bei der Weimarer Schiller-Presse in Frankfurt am Main, in denen Claire Vernay persönliche Erlebnisse mittels der Hauptfigur „Telse Valmy“ erzählt. Der erste Roman dieser autobiographisch angelehnten Romanreihe „Von Mord stand nichts im Drehbuch“ ist eine Reiseerzählung. Den zweiten Roman der Reihe „Mit Grazie sterben“ präsentierte sie bei der Leipziger Buchmesse 2013 am Stand der Frankfurter Verlagsgruppe. Den dritten Roman der Reihe „In der Demo verschwunden“ rezensierte Anja Rosenthal auf der Internetplattform literaturmarkt.info und kam unter anderem zu der Wertung: „Für beste Unterhaltung ist gesorgt, sobald man einen Roman von Claire Vernay zur Hand nimmt. ‚In der Demo verschwunden‘ ist weitaus mehr als nur ein netter Zeitvertreib voller Emotionen und Spannung. Mit dem vorliegenden Buch erfährt man Literatur von der ganz besonderen, nämlich besonders schönen Sorte. Einfach nur wunderbar, dieses Lesevergnügen!“

## Werke
- Einmal Paris – und zurück. edition q, Berlin 1998, ISBN 978-3-86124-352-6
- Wunder dauern etwas länger. edition q, Berlin 2000, ISBN 978-3-86124-522-3
- Von Mord stand nichts im Drehbuch. Weimarer Schiller-Presse, Frankfurt a. M./London 2010, ISBN 978-3-8372-0712-5
- Mit Grazie sterben. Weimarer Schiller-Presse, Frankfurt a. M./Weimar/London/New York 2013, ISBN 978-3-8372-1245-7
- In der Demo verschwunden. Weimarer Schiller-Presse, Frankfurt a. M./London/New York 2016, ISBN 978-3-8372-1822-0

## Filmografie
- Das blaue Zimmer (DEFA-Stacheltier-Kurzfilm; deutsche Fassung und Dialogberatung)[7][8]